# Lelaps pulchella
Lelaps pulchella is een vliesvleugelig insect uit de familie Pteromalidae. De wetenschappelijke naam is voor het eerst geldig gepubliceerd in 1911 door Strand.